# 求是

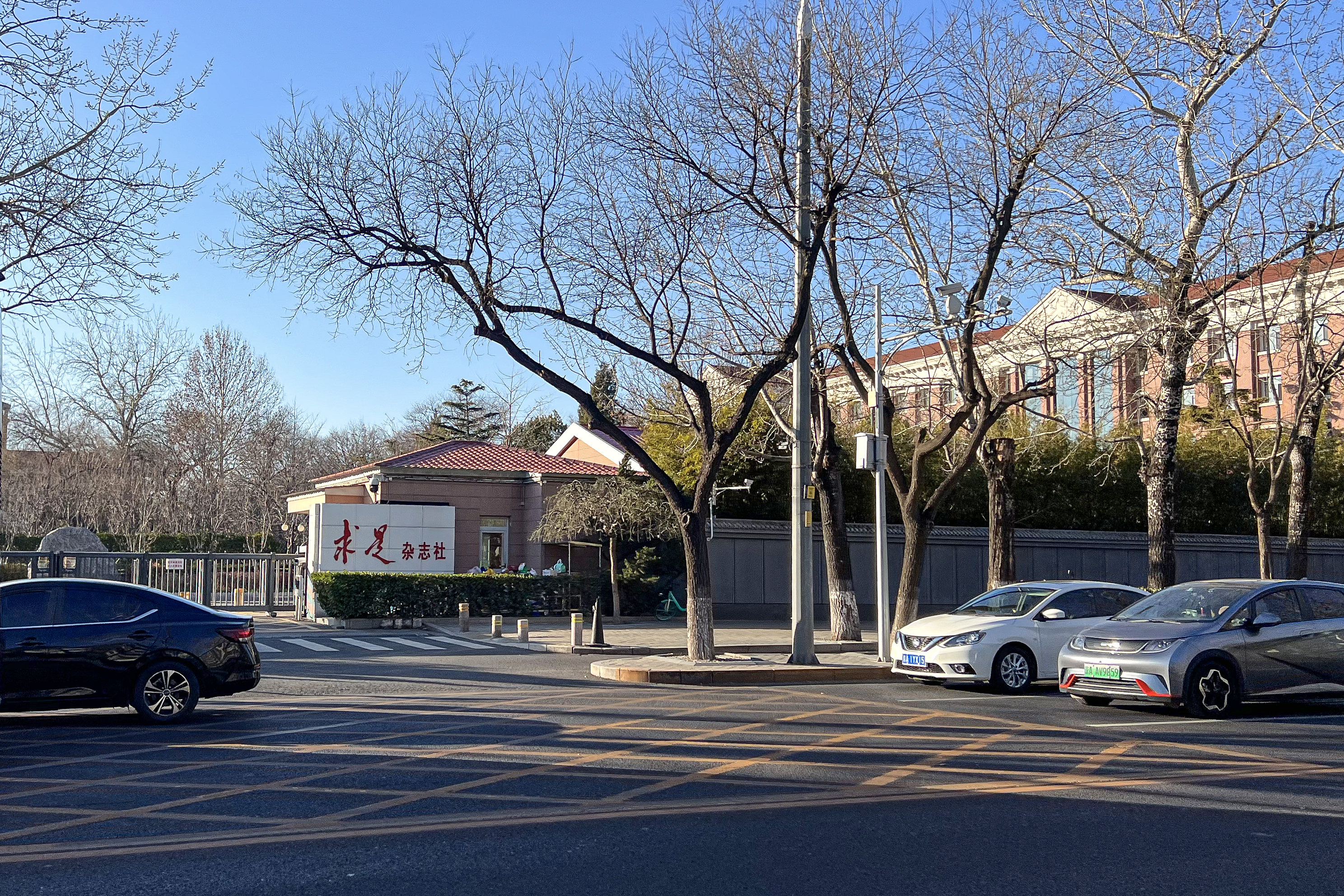
求是杂志社

《求是》雜誌是中国共产党的党报党刊之一，是中华人民共和国和中国共产党的喉舌，由中国共产党中央委员会主办。1988年6月16日，原《紅旗》雜誌停刊，中共中央书记处组织实施，中共中央党校主办一个新刊，易名為《求是》，7月1日正式創刊。《求是》的刊名是由中共第二代領導核心鄧小平題寫。

## 简介
《求是》杂志集中宣傳共產主義中马克思列宁主义與中國共產黨的毛澤東思想、鄧小平理論和「三個代表」等重要思想。《求是》也是一直是中國共產黨的精神宣揚刊物。
《求是》雜誌的作者、投稿人也是中國共產黨各層級的領導人或幹部，也包括中國人民解放軍的各階層等。
《求是》發行和中國共產黨的各刊物一樣，也是一項政治任務，具體是由中國共產黨各省委書記、市委書記負責，從而可以說明《求是》在中國共產黨中的重要性。以文章數量計算，省部级以上领导干部的文章占总量的40%以上，以中共中央总书记为首的党和国家领导人文章约占总量的5%。
《求是》爲半月刊，號稱在全球發行到100多個國家和地區。而《求是》的所有內容也可以在其官方網站中閱讀。其網路上的文字版從2000的第一期開始到至今，均可閱覽。同時也可以在《人民網》的「理論頻道」中同步閱讀。
2018年，杂志被国家新闻出版广电总局新闻报刊司评为2017年全国“百强报刊”。
《求是》另有英文版双月刊。

## 负责人

### 历任社长
- 戴舟（1997年3月－1998年8月）
- 高明光（1998年8月－2003年12月）
- 吴恒权（2003年12月－2008年4月）
- 李宝善（2008年6月－2014年4月）
- 李捷（2014年5月－2018年7月）[8]
- 夏伟东（2018年－2023年10月）
- 陈扬勇（2023年10月，总编辑兼任至2025年6月）

### 历任总编辑
- 苏星（1988年7月－1989年10月）
- 有林（1989年10月－1994年3月）
- 邢贲思（1994年4月－1998年8月）
- 戴舟（1998年8月－2001年12月）
- 王天玺（2001年12月－2003年12月）
- 李宝善（2003年12月－2008年6月）
- 张晓林（2008年6月－2012年5月）
- 陶骅（2012年5月－2018年12月）
- 陈扬勇（2018年12月－2025年）
- 周爱兵（2025年6月－）

## 争议
2018年，中国人民大学马克思主义学院教授周新城在《求是》微博上称共产主义就是要消灭私有制，批判了张五常和吴敬琏，称张五常为“赤裸裸地反党反社会主义的新自由主义分子”，认为吴敬琏“怎么看国企都不顺眼，非要彻底消灭不可。”并指控吴敬琏“造谣、撒谎，连眼睛都不眨一下。”他引用马克思、恩格斯、列宁和邓小平语录和共产主义原教旨主义理论，抨击中国自由主义私有化思潮，引起了读者、特别是网上的热烈讨论。
2020年5月，美国之音撰文称，《求是》曲解引用了美国哈佛大学学者阿希什·贾哈的话，称自己从未怀疑过新冠病毒来源于中国武汉。贾哈否认了这一说法。

## 外部連結
- 官方网站
- 求是的X（前Twitter）